# (523766) 2014 WF510
(523766) 2014 WF510 est un objet transneptunien du groupe des plutinos.

## Caractéristiques
(523766) 2014 WF510 mesure environ 180 km de diamètre.